# Ghetto Qu'ran (Forgive Me)
«Ghetto Qu'ran (Forgive Me)» — восьмий трек з дебютного невиданого студійного альбому американського репера 50 Cent Power of the Dollar. У пісні згадано наркоторговців 1980-их з району Південна Ямайка, Квінз. Як семпл використано «Stop, Look, Listen (To Your Heart)» у виконанні Даяни Росс і Марвіна Ґея.

## Наслідки
За чутками, саме через цю композицію музична індустрія занесла виконавця до чорного списку на вимогу Кеннета «Supreme» Макґріффа та його поплічників, спричинила вбивство Jam Master Jay з Run-D.M.C. Останній проіґнорував наказ, взявши молодого 50 Cent під своє крило. Якщо вірити письмовому свідченню під присягою аґента Служби внутрішніх доходів Френсіса Мейса, співробітники правоохоронних органів вважали, що стрілянина у 50 Cent 2000 року була помстою за текст пісні.
Через «Ghetto Qur'an» вороги 50 Cent (головним чином Джа Рул, Ірв Ґотті й Murder Inc.) назвали його стукачем. У свою чергу 50 Cent заявив в інтерв'ю AllHipHop.com, що всі люди, згадані в треці, оцінили пісню, а Макґріфф навіть сказав реперу, що вона прийшла йому до вподоби. 50 Cent також розповів про трек Nas «Get Down» з альбому God's Son, де так само згадано певні імена, проте мало хто критикує виконавця за це.
Композиція пізніше потрапила на компіляцію Guess Who's Back? (2002). Приспів використали як семпл на «Forgive Me» з платівки Пруфа Searching for Jerry Garcia (2005).